# 吉尔德
吉尔德是德国下萨克森州的一个市镇。总面积9.11平方公里，总人口829人，其中男性399人，女性430人（2011年12月31日），人口密度91人/平方公里。